# قلانجي
قرية قلانجي، هي قرية صغيرة واقعة ببلدية الرحمانية التابعة لدائرة زرارلد ولاية الجزائر، فيها سد كبير في طور الإنجاز، لها مناظر خلابة، يقدر عدد سكانها حوالي 1000 نسمة، وبها فناء قديم بطراز معماري فرنسي باهر.